# Panorama du Grand Canal pris d'un bateau
Pour plus de détails, voir Fiche technique et Distribution.
Panorama du Grand Canal pris d'un bateau est un film français réalisé par Alexandre Promio, sorti en 1896.

## Synopsis
La caméra est installée à bord d’une gondole, dont on ne voit pas la coque. On ne voit que le Grand Canal et les bâtiments qui le bordent, ainsi que l’abondante circulation nautique.

## Fiche technique
- Titre : Panorama du Grand Canal pris d'un bateau
- Réalisation : Alexandre Promio
- Production : Société Lumière
- Genre : Documentaire - Vue n° 295, 1896, du catalogue Lumière
- Durée : 46 secondes conservées
- Format : 35 mm à 2 rangées de 1 perforation ronde Lumière par photogramme, noir et blanc, muet
- Pays :  France

## Analyse
Alexandre Promio est l'un des opérateurs formés par Louis Lumière, que la Société Lumière envoie dans le monde entier à partir de 1896 pour ramener des vues photographiques animées, ainsi que les frères lyonnais appellent les bobineaux de pellicule impressionnés.

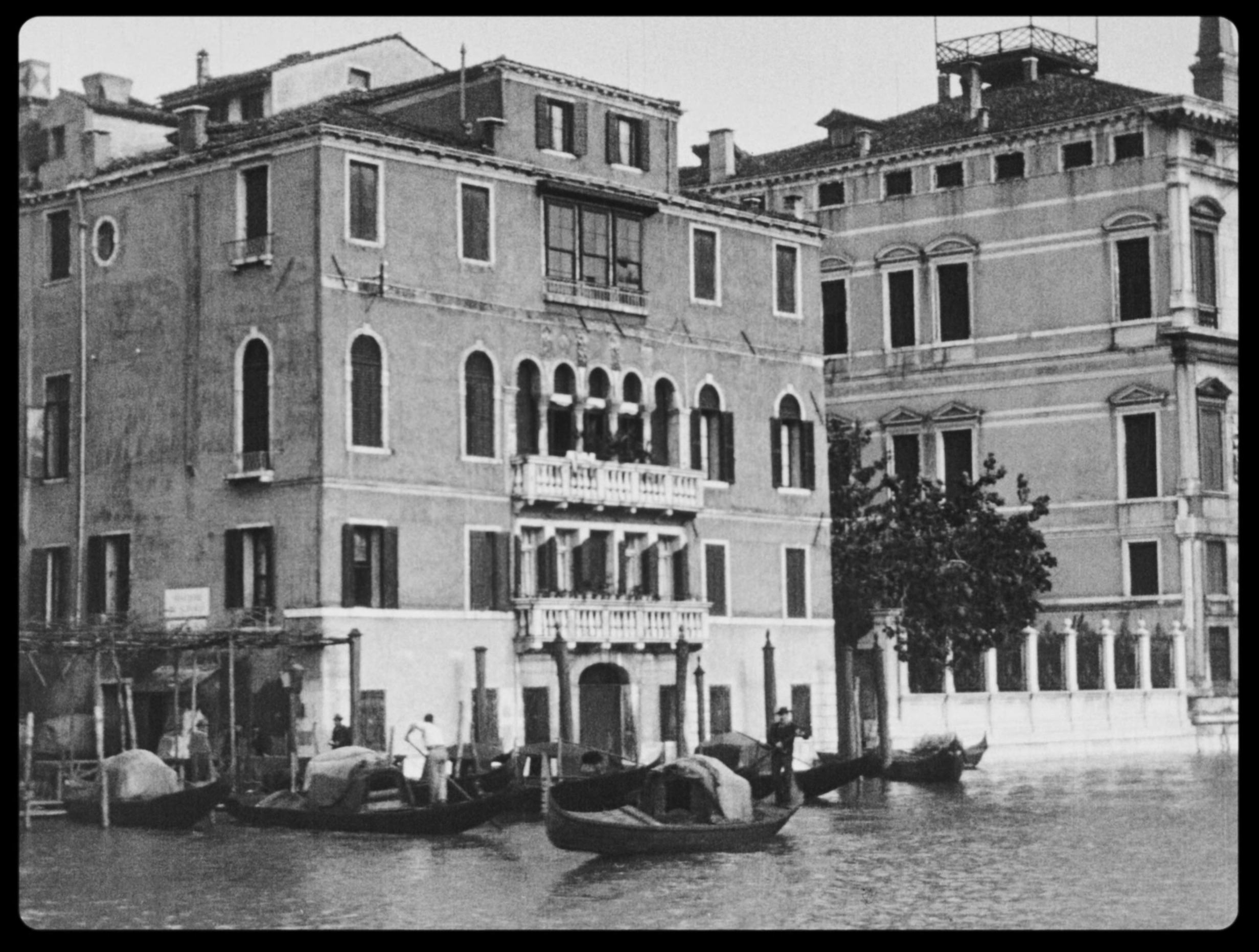
Travelling latéral dans un canal.

Le 25 octobre 1896, Promio est à Venise et il lui vient l'idée de prendre une vue depuis une gondole s'avançant dans le Grand Canal. Les Lumière étant des patrons quelque peu irascibles, il envoie d'abord un télégramme pour être autorisé à faire ce genre de prise de vues originale, qui n'obéit à aucune des recommandations officielles de stabilité de l’image, que recommande Louis Lumière. Celui-ci répond favorablement et Promio ramène ce qui est le premier travelling latéral du cinéma. Les Lumière baptisent cet effet : « Panorama Lumière », qui rencontre un beau succès auprès des journalistes et du public.